# Gordan Firić
Gordan Firić (Vareš, 1. rujna 1970.) je bivši bosanskohercegovački profesionalni košarkaš. Igrao je na poziciji beka, a bio je isto tako član bh. košarkaške reprezentacije. 

#### Karijera
Profesionalnu karijeru započeo je 1989. godine u sarajevskoj Bosni, s kojom osvaja jugoslavenski košarkaški kup (sezona 1991./92.), a u kojoj ostaje do 1993. godine. U periodu od 1993. do 2000. godine nastupa u Italiji za pet klubova (Basket Napoli, Auxilium Torino, Basket Modena, Pallacanestro Trieste, Aurora Jesi), sveukupno odigrava 129 utakmica te prosječno po utakmici ostvaruje sedamnaest koševa, 4,8 skokova, dvije oduzete lopte i 1,9 asistencija. Sezonu 2000./01. provodi u grčkom Arisu iz Soluna (23 utakmice, prosječno 7,8 koševa, 4,2 skoka i 3,8 asistencija) i francuskom ASVEL-u iz Villeurbannea. Odatle odlazi u njemački Braunschweig, gdje, uz kratku posudbu u Auroru iz Jesija (samo četiri utakmice, 2004. godine), ostaje pet godina i odigrava 104 prvenstvene utakmice.
Na zalasku karijere odlazi u Švicarsku (Hérens iz Siona i Riviera iz Veveya) te Finsku (Tarmo iz Porvooa), a samu igračku karijeru zaključuje 2007. u klubu u kojem je ponikao - sarajevskoj Bosni.
Firić je za reprezentaciju BiH nastupio u 63 nastupa (od 1993. do 2007.), pri čemu je postigao 639 poena čime se našao na drugom mjestu najboljih strijelaca bh. reprezentacije, ispod Nenada Markovića.

#### Trenerska karijera
Trenersku karijeru započeo je 2008. kao trener mladih košarkaša u Basket Rimini Crabsu, što ostaje do 2014. godine kada je unaprijeđen i postaje pomoćni trener prve momčadi istog kluba. Unatoč radu s prvom momčadi, Firić je ostao izuzetno angažiran u omladinskom sektoru kluba iz Riminija, pa je tako glavni trener U-20 i U-14 momčadi.
Kroz 2012. godinu bio je izbornik kadetske (U-16) reprezentacije Bosne i Hercegovine.

## Vanjske poveznice
- Profil na Eurobasket.com